# Конопко, Юлиан Владиславович
Юлиан Владиславович Конопко (1888—1938) — участник Гражданской войны, дважды Краснознамёнец (1923, 1923).

## Биография
Юлиан Конопко родился в 1888 году в городе Лодзь (ныне — Польша) в семье бондаря и прачки. Окончил начальную школу. С раннего возраста работал, сменил большое количество профессий. В годы Первой русской революции включился в революционное движение, участвовал в беспорядках в Домбровском уезде Царства Польского. Скрываясь от преследований со стороны российской полиции, Конопко бежал сначала в Австрию, затем в Германию. В 1909 году при попытке перехода Государственной границы Российской империи он был задержан пограничной стражей. По неизвестным причинам он был направлен на службу в 22-й сапёрный батальон, где служил в военном оркестре.
В начале 1914 года Конопко был демобилизован, однако уже в том же году в связи с началом Первой мировой войны он повторно был призван на службу в царскую армию. В перерыве между военной службой работал проводником вагонов в поездах международного следования. В боях он не участвовал, служил водителем в 1-й запасной автомобильной роте гарнизона города Петрограда. Принимал активное участие в октябрьских событиях 1917 года, первым из всех водителей гарнизона пригнал на охрану Смольного свой броневик с пулемётами. В то же время он вступил в Красную Гвардию и стал личным водителем председателя ВЦИК Якова Свердлова.
Когда в феврале 1918 года постановлением ВЦИК был создан 1-й автобоевой отряд, Конопко был назначен его командиром. Под его непосредственным руководством проводились все операции отряда, в том числе охрана переезда правительства Ленина из Петрограда в Москву, охрана Московского Кремля, подавление Левоэсеровского мятежа в Москве. Конопко самостоятельно набирал личный состав в свой отряд. Под его руководством отряд успешно действовал на фронтах Гражданской войны и в разгроме басмаческих формирований в Средней Азии.
Приказами Революционного Военного Совета Республики № 56 в 1923 году и № 183 в 1923 году командир 1-го автобоевого отряда ВЦИК Юлиан Конопко был награждён двумя орденами Красного Знамени РСФСР.
После окончания Гражданской войны отряд Конопко был выведен из подчинения ВЦИК и переподчинён ВЧК. После проведённой в 1923 году чистки Конопко был переведён на хозяйственную работу. С 1929 года — персональный пенсионер республиканского значения. Был заведующим автомобильным хозяйством Госбанка СССР, руководил сельскохозяйственной коммуной, затем одним из участков стройки Беломорско-Балтийского канала, автотракторным отделением Управления Каргопольлага.
18 марта 1938 года Конопко был арестован органами НКВД СССР по обвинению в шпионско-террористической деятельности в пользу Японии и харбинских меньшевиков и эсеров. 17 мая 1938 года приговорён к высшей мере наказания — расстрелу. Приговор был приведён в исполнение 28 мая 1938 г был захоронен на Бутовском полигоне. Посмертно реабилитирован в апреле 1971 года.

## Награды
- Два ордена Красного Знамени (12.04.1923, 24.11.1923)[5]